# Victor Maduro
Victor ("Bito") Maduro (23 luglio 1964) è un ex judoka arubano.

## Biografia
È stato portabandiera per il suo paese alla cerimonia di apertura dei Giochi olimpici di Seul 1988, in occasione della prima partecipazione di Aruba ai Giochi olimpici con una delegazione propria. In quell'edizione dei Giochi prese parte al torneo di judo nella categoria dei pesi medi, venendo eliminato nel primo incontro dal rappresentante di Taipei cinese Chiu Heng-an.